# Lika

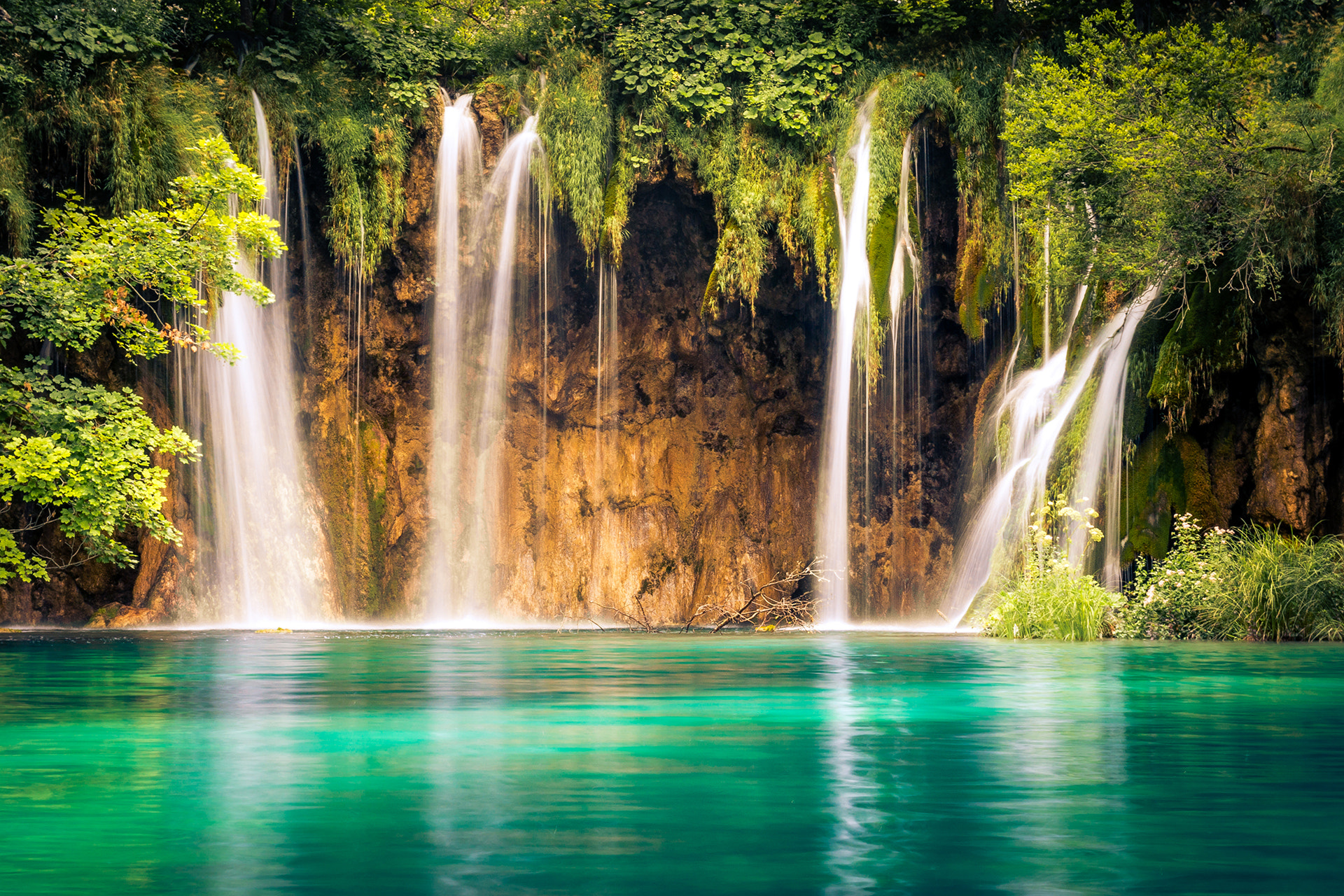
Plitvicesjöarnas nationalpark

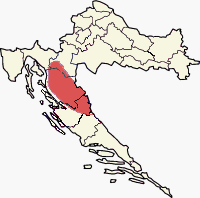
Lika

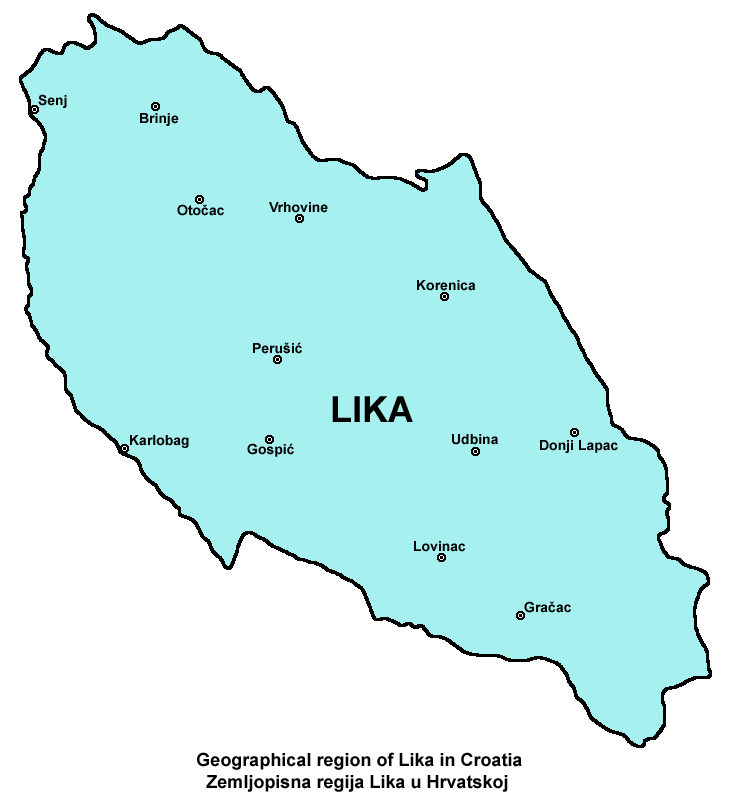

Lika är en region i sydvästra Kroatien. De största städerna i området är Gospić, Otočac, Brinje och Gračac. Nationalparken Plitvicesjöarna ligger i Lika. 
Det första tryckeriet i Kroatien och sydöstra Europa  fanns i Kosinj. Där trycktes 1483 Glagoljski misal, den äldsta tryckta boken på kroatiskt språk och skrift. Dessförinnan trycktes alla böcker på latin. 
En känd person från Lika är fysikern Nikola Tesla som föddes i Smiljan.

## Historia under 1900-talet
Under andra världskriget led Likas serbiska befolkning mycket av Ustaša-regimens förtryck. 1991, efter Kroatiens självständighetsförklaring, förklarade serberna i Krajina sig som autonom republik, och i Lika sköts de första skotten i Kroatiska självständighetskriget. En stor del av den lokala kroatiska befolkningen tvingades överge sina hem och fly. När de kroatiska styrkorna återfick området 1995 flydde de flesta av den serbiska befolkningen och lämnade efter sig många övergivna hem och byar. En del valde dock att återvända, och idag är regionens etniska sammansättning 86% kroatisk och 12% serbisk.